# 鳥栖分屯地
鳥栖分屯地（とすぶんとんち、JGSDF Vice-Camp Tosu）とは、佐賀県鳥栖市村田町1089-1に所在し、陸上自衛隊九州補給処鳥栖燃料支処等が駐屯する陸上自衛隊目達原駐屯地の分屯地である。分屯地司令は、陸上自衛隊九州補給処鳥栖燃料支処長が兼務する。

## 沿革
- 1956年（昭和31年）2月25日：鳥栖燃料支処が鳥栖分屯地で編成完結。
- 1987年（昭和62年）：JR長崎本線肥前麓駅間との鉄道貨車による燃料輸送を終了、引込線を廃止[1]。

## 駐屯部隊・機関

### 西部方面隊隷下部隊・機関
- 陸上自衛隊九州補給処
  - 鳥栖燃料支処
- 西部方面システム通信群
  - 第102基地システム通信大隊
    - 第321基地通信中隊
      - 鳥栖派遣隊

### 防衛大臣直轄部隊
- 警務隊
  - 西部方面警務隊
    - 第134地区警務隊
      - 鳥栖連絡班

## 最寄の幹線交通
- 高速道路：九州自動車道鳥栖IC
- 一般道：国道3号、国道34号、国道264号、佐賀県道31号佐賀川久保鳥栖線、福岡県道・佐賀県道17号久留米基山筑紫野線
- 鉄道：JR九州長崎本線肥前麓駅
- 港湾：三池港（重要港湾）
- 飛行場：佐賀空港（第三種空港）